# Крішелл Стаус
Терріна Крішелл Стаус (англ. Terrina Chrishell Stause, /tɛˌriːnə krɪˌʃɛl ˈstaʊs/; нар. 21 липня 1981, Дреффенвіль, Кентуккі) — американська телевізійна акторка та рієлтор. Номінантка денної премії «Еммі» 2020 року.

## Життєпис
Крішелл Стаус народилася 21 липня 1981 року в місті Дреффенвіль, штат Кентуккі. У 2003 році закінчила театральний факультет державного університету Мюррея (Murray State University). Батько Стаус помер 21 квітня 2019 роки від раку легенів. 4 лютого 2020 року, у Всесвітній день боротьби з раком, акторка розповіла, що її матері діагностували ту ж хворобу, від якої помер батько, і що, за прогнозами лікарів, їй залишилося жити 1—2 місяці.

## Кар'єра
У 2005 році дебютувала в денний мильній опері «Всі мої діти», граючи Аманду Діллон Мартін. Шоу було закрито в 2011 році. У 2013 році вона приєдналася до телесеріалу «Дні нашого життя» в ролі Джордан Ріджвей. Вона покинула мильну оперу на початку 2015 року. Поза мильними операми Стаус з'явилася в «Тіло як доказ» і «Коханки».

## Особисте життя

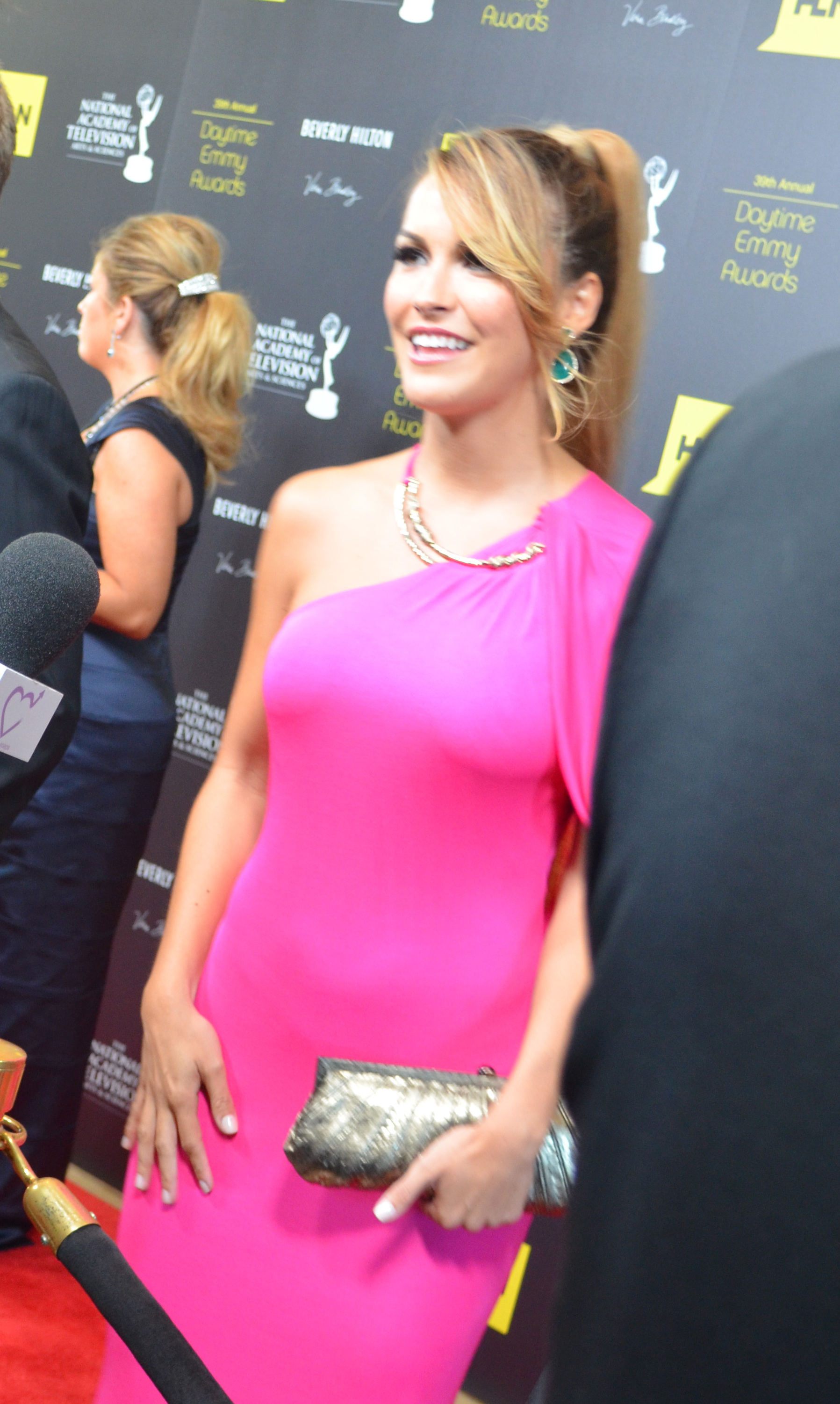

28 жовтня 2017 року Стаус одружилася з актором Джастіном Гартлі, з яким зустрічалася чотири роки. 8 липня 2019 роки пара розійшлася, а 22 листопада Гартлі подав на розлучення.

## Фільмографія
| Рік       | Назва                              | Оригінальна назва                | Роль                 |
| --------- | ---------------------------------- | -------------------------------- | -------------------- |
| 2005—2011 | Усі мої діти                       | All My Children                  | Аманда Діллон Мартін |
| 2008      | Розлякування риби                  | Scaring the Fish                 | Робін                |
| 2008      | Лука 11:17                         | Luke 11:17                       | Медісон              |
| 2009      | Малинова маска                     | The Crimson Mask                 | Джулс                |
| 2011      | Малинова маска: Режисерська версія | The Crimson Mask: Director's Cut | Джулс                |
| 2011      | Тіло як доказ                      | Body of Proof                    | Джастін Бефорт       |
| 2012      | Тим часом…                         | Meanwhile …                      | дівчина              |
| 2013      | Прокляття малиновою маски          | Curse of the Crimson Mask        | Джулс                |
| 2013      | Гарячі і неспокійні                | Hot and Bothered                 | Пейтон               |
| 2013—2019 | Дні нашого життя                   | Days of our Lives                | Джордан Ріджвей      |
| 2015      | Обдурений                          | Misguided                        | Крішелл              |
| 2015      | Коханки                            | Mistresses                       | йогиня               |
| 2015—2016 | Юнацьке здивування                 | Youthful Daze                    | Зої Міллер           |
| 2016      | Молоді та зухвалі                  | The Young and the Restless       | Беттані Браянт       |
| 2018      | Іншим разом                        | Another Time                     | Джулія Пректор       |
| 2018      | Переддень викрадення               | Eve of Abduction                 | Ліла                 |
| 2019      | Убивця за лаштунками               | Staged Killer                    | Наомі                |